# Berlin-Marathon 1980
| 7. Berlin-Marathon     | 7. Berlin-Marathon            |
| ---------------------- | ----------------------------- |
| Stadt                  | Berlin, Deutschland           |
| Datum                  | 28. September 1980            |
| Distanz                | 42,195 Kilometer              |
| Sieger                 |                               |
| Männer                 | Ingo Sensburg (2:16:48 h)     |
| Frauen                 | Gerlinde Püttmann (2:47:18 h) |
| ← Berlin-Marathon 1979 | Berlin-Marathon 1981 →        |
| Website                | Offizielle Website            |

Der Berlin-Marathon 1980 war die 7. Ausgabe der jährlich stattfindenden Laufveranstaltung in West-Berlin, Bundesrepublik Deutschland. Der Marathon fand am 28. September 1980 statt.
Bei den Männern gewann Ingo Sensburg in 2:16:48 h, bei den Frauen Gerlinde Püttmann in 2:47:18 h.

## Ergebnisse

### Männer
| Platz | Athlet            | Land                   | Zeit (h) |
| ----- | ----------------- | ---------------------- | -------- |
| 01    | Ingo Sensburg     | BR Deutschland         | 2:16:48  |
| 02    | David J Clark     | Vereinigtes Königreich | 2:19:33  |
| 03    | Roland Szymaniak  | BR Deutschland         | 2:23:50  |
| 04    | Wilfried Jackisch | BR Deutschland         | 2:26:01  |

### Frauen
| Platz | Athletin          | Land           | Zeit (h) |
| ----- | ----------------- | -------------- | -------- |
| 01    | Gerlinde Püttmann | BR Deutschland | 2:47:18  |
| 02    | Angelika Brandt   | BR Deutschland | 2:49:53  |
| 03    | Bettina Köly      | BR Deutschland | 2:59:05  |